# Adam Kreek
Pour les articles homonymes, voir Kreek.
Adam Kreek, né le 2 décembre 1980 à London (Canada), est un rameur canadien.
Il a obtenu la médaille d'or olympique en 2008 à Pékin en huit.